# إي. أ. بورك
إي. أ. بورك هو سياسي كندي، ولد في 1887 في أوتاوا في كندا، وتوفي بنفس المكان في 2 مايو 1962. انتخب عمدة أوتاوا ‏ (1949 – 1950).